# Фанні Гарді Ексторм
Фанні Пірсон Гарді Ексторм, уроджена Фанні Пірсон Гарді (англ. Fannie Pearson Hardy Eckstorm; 18 червня 1865, Брюер — 31 грудня 1946, там само) — американська орнітологиня і фольклористка.

## Життєпис
Фанні Пірсон Гарді народилася 1865 року в Брюері. Її батько, Менлі Гарді, був торговцем хутрами, таксидермістом і натуралістом; від нього дівчинка успадкувала любов до природи. Вона також супроводжувала батька в його подорожах лісами рідного штату Мен, внаслідок чого почала цікавитися фольклором корінного населення, мисливців і лісорубів.
1888 року Фанні закінчила Коледж Сміт, під час навчання в якому, разом з однодумцем Джорджем Ґріннелом і однокурсницею Флоренцією Бейлі, вона організувала спільноту SCAS (Smith College Audubon Society), яка започаткувала Національне Одюбонівське товариство.
Від 1889 до 1891 року Фанні Гарді виконувала обов'язки шкільного інспектора в Брюері, ставши першою жінкою штату, яка займала таку посаду. 1891 року, за пропозицією батька, вона написала кілька статей для журналу Forest and Stream про ущімлення мисливськими законами штату Мен прав корінного населення, яке безпосередньо залежало від полювання.
1893 року Фанні Гарді вийшла заміж за священика Джейкоба Ексторма. Вони переїхали спочатку в Істпорт (Мен), а потім у Провіденс (Род-Айленд), де 1899 року Джейкоб Ексторм помер. Після смерті чоловіка Фанні з двома дітьми повернулася в Брюер. Вона багато писала і друкувалася в таких журналах, як Bird-Lore і Auk. 1901 року вийшли її перші книги: дитячий твір «Книга птахів» (The Bird Book) і «Дятли» (The Woodpeckers). 1904 року опубліковано книгу «Пенобскот» (The Penobscot Man), у якій Фанні згадувала про лісорубів і плотогонів, серед яких пройшло її дитинство. 1907 року вона написала ще одну книгу на ту ж тему: «David Libbey: Penobscot Woodsman and River Driver». Крім того, Фанні Ексторм написала низку статей, присвячених північноамериканським легендам, і критичний огляд творів Генрі Торо «Ліси Мену». У співавторстві з Мері Вінслов Сміт із коледжу Ельміра вийшли «Менестрелі Мену» (Minstrels of Maine, 1927) і «Британські балади Мену» (British Ballads From Maine, 1929). Корінному населенню Мену, його мові й культурі присвячено також книги Екстром «The Handicrafts of Modern Indians in Maine» (1932), «Indian Place Names of the Penobscot Valley and the Maine Coast» (1941) і «Old John Neptune and Other Maine Indian Shamans» (1945).
Фанні Ексторм померла в Брюері 31 грудня 1946 року.